# Karla Álvarez
Karla Mercedes Álvarez Báez (Mexico City, 15. listopada 1972. – Mexico City, 15. studenog 2013.) bila je meksička glumica.

## Biografija
Karla Álvarez rođena je 15. listopada 1972. u gradu Mexico City u Meksiku. Karijeru je započela 1992. u televizijskoj seriji María Mercedes. 1993. i 1994. sudjelovala je u televizijskim serijama Buscando el paraíso, Agujetas de color de rosa i Prisionera de amor. 2004. dobiva ulogu Aurore u telenoveli Inocente de ti. 2007. glumi Paulinu u telenoveli Glupače ne idu na nebo. 2008. glumi Reginu u telenoveli Un gancho al corazón. 2009. glumi Ágatu Menéndez u Kameleonima što je ujedno i jedna od njenih najpoznatijih uloga. Svoju je posljednju ulogu odigrala je kao Irasema u telenoveli Qué Bonito Amor. 
Iznenada je preminula u svome domu u Mexico Cityju zbog zatajenja srca. 
Bila je supruga Alexisa Ayale i Antonija D’Agostina.

## Filmografija
| Godina        | Naslov                       | Uloga                            |
| ------------- | ---------------------------- | -------------------------------- |
| 2009.         | Kameleoni                    | Ágata Menéndez                   |
| 2008. – 2009. | Un gancho al corazón         | Regina                           |
| 2008.         | Glupače ne idu na nebo       | Paulina                          |
| 2007.         | La santa muerte              | Rubí                             |
| 2006.         | Slomljeno srce               | Florencia San Llorente de Aragón |
| 2006.         | La verdad oculta             | Martha Zaldivar de Guzmán        |
| 2004.         | Inocente de ti               | Aurora                           |
| 2002.         | ¡Vivan los niños!            | Jacinta                          |
| 2001.         | La intrusa                   | Violeta Junquera Brito           |
| 1999.         | Alma rebelde                 | Rita Álvarez                     |
| 1999.         | Mujeres engañadas            | Sonia Arteaga                    |
| 1999.         | Cuento de Navidad            | Miriam                           |
| 1998.         | La mentira                   | Virginia Fernández-Negrete       |
| 1996. – 1997. | Mujer, casos de la vida real | -                                |
| 1997.         | Mi querida Isabel            | Isabel                           |
| 1995.         | Acapulco, cuerpo y alma      | Julia                            |
| 1994.         | Prisionera de amor           | Karina Monasterios               |
| 1994.         | Agujetas de color de rosa    | Isabel                           |
| 1993.         | Buscando el paraíso          | Andrea                           |
| 1992.         | María Mercedes               | Rosario Muñoz                    |

## Vanjske poveznice
- Karla Álvarez u internetskoj bazi filmova IMDb-u (engl.)